# Bree BBC
Bree BBC ist ein belgischer Basketballverein aus Bree.

## Geschichte
Der Klub wurde 1960 gegründet. Seit 2000 spielt der Verein in der höchsten belgischen Basketball-Liga, der Ethias League.
2005 wurde Bree belgischer Meister. In der darauffolgenden Saison nahm der Verein am ULEB Cup teil und kam bis ins Achtelfinale.

## Halle
Der Klub trägt seine Heimspiele im 3.900 Plätze umfassenden Tilmans Expo Center aus.

## Erfolge
- Belgischer Meister 2005